# Glückauf-Kampfbahn
El Glückauf-Kampfbahn (oficialmente Kampfbahn Glückauf) es un estadio de fútbol en Gelsenkirchen. Fue construido a partir de agosto de 1927 en el sitio de la antigua mina de carbón Consolidation. La ceremonia de inauguración oficial tuvo lugar el 2 de septiembre de 1928. Hasta que se construyó el Parkstadion en 1973, el estadio sirvió como la sede del FC Schalke 04.

## Historia
El día de la inauguración hubo varias atracciones, incluido un juego de balonmano de campo entre el departamento de balonmano del equipo de Gelsenkirchen y el club de Colonia para juegos de césped, una competencia de atletismo y un juego de fútbol contra el Tenis Borussia Berlín que FC Schalke 04 ganó 3- 2. Anteriormente, ya había habido un partido amistoso entre el Schalke y el actual campeón de Alemania Occidental, SpVgg Sülz 07, el 25 de agosto de 1928 en la arena.
Originalmente el estadio del Schalke se planeó como un estadio sin graderías, pero unas semanas antes de la apertura, se instalaron 1.200 asientos adicionales. Esto era inusual para un club de trabajadores como el FC Schalke 04. Hasta bien entrada la década de 1930 las tribunas se consideraban un privilegio de estadios para los "clubes de charol" burgueses. Ya en 1931, 70.000 espectadores acudieron en masa al partido amistoso entre el FC Schalke 04 y el Fortuna Düsseldorf; este número sigue siendo el récord de espectadores para los partidos en el estadio. Como el estadio fue diseñado para solo 34,000 seguidores, en 1936 se expandió para incluir la tribuna de 114 metros de largo, todavía seguía siendo demasiado pequeño para las multitudes.
Después de la guerra, el estadio, que había sido destruido casi por completo a fines de 1944, fue restaurado y aparte de pequeñas medidas estructurales, se mantuvo sin cambios en el período siguiente, a pesar de los planes de expansión existentes; Las taquillas se construyeron en 1950, seguidas de los focos en 1956. El último partido de la Bundesliga que jugó el FC Schalke 04 en el estadio fue la victoria por 2-0 ante el Hamburger SV en la última jornada de la temporada 1972/73. A fines de la década de 1980, la sala de estar de pie fue demolida, excepto la tribuna principal que ahora es un edificio protegido, por lo que el estadio ahora solo tiene capacidad para alrededor de 11,000 espectadores. Hasta enero de 2006, el estadio fue utilizado por los equipos juveniles del Schalke, hoy por el DJK Teutonia Schalke-Nord.
El Fan Festival de Gelsenkirchen tuvo lugar en el estadio durante la Copa del Mundo de 2006. En junio de 2006, el estadio fue Monumento del Mes en Westfalia-Lippe.

## Eventos
El estadio fue la sede de la final de la Copa de Alemania 1960-61 en la que el Werder Bremen venció 2-0 al 1. FC Kaiserslautern.